# 2004年热带风暴马修
热带风暴马修（英語：Tropical Storm Matthew）是2004年10月上旬登陆路易斯安那州的一场强度较弱的热带气旋，也是2004年大西洋飓风季第13场获得命名的风暴和第9场影响美国的风暴。系统于10月8日在墨西哥湾西部成形，于两天后吹袭路易斯安那州中南部。马修同另一个上层气旋结合，令美国墨西哥湾沿岸地区普降暴雨，降雨量以路易斯安那州北部地区最高，超过381毫米。风暴造成的破坏程度很轻，损失总额约为30万5000美元（2004年美元），并且没有造成人员丧生。

## 气象历史
9月19日，一股东风波离开非洲海岸。系统向西移动，因其距离同飓风莉莎和另一股更大规模的东风波很近，气象机构在追踪上存在困难。经过小安的列斯群岛后，系统缓慢组织，对流在上层低气压区影响下得以增长。10月5日，系统进入墨西哥湾，并在两天后发展出低气压区。系统继续组织，然后在发展出环流后于10月8日在德克萨斯州布朗斯维尔东南方向约330公里海域发展成本季第十四号热带低气压。
低气压向东北偏东方向前进，很快就强化成热带风暴并获名“马修”（Matthew）。美国国家飓风中心在当时的实际操作中认为气旋强度此时在热带低气压和热带风暴标准间反复波动，但经飓风季过后的重新分析又认定马修维持在热带风暴强度。气旋沿德克萨斯州上空的高气压天气系统边缘转朝东北方向前进，于10月9日达到风力时速70公里的最高强度。受强烈风切变影响，马修无法进一步增强，于10月10日以热带风暴最低标准强度吹袭路易斯安那州泰勒博恩堂区的科科德里（Cocodrie）。即将登陆时，马修已转变成温带气旋。
同另一个天气系统合并后，风暴向内陆移动，进入阿肯色州、田纳西州和俄亥俄谷上空。深入内陆期间，气旋于10月13日在北卡罗莱纳州上空分离出另一个低气压系统，该系统经中大西洋地区进入大西洋，再于两天后袭击马萨诸塞州，之后又同马修的低气压残留融合。

## 防灾措施
美国国家飓风中心起初预计马修的移动路线会更偏东面，吹袭佛罗里达州西北狭长地带。随着风暴路径向西转移，美国国家飓风中心又于风暴登陆前一天向佛罗里达州和阿拉巴马州边界到路易斯安那州弗米利恩堂区的因特拉科斯特尔城（Intracoastal City）之间地区发布热带风暴观察预警。

## 影响

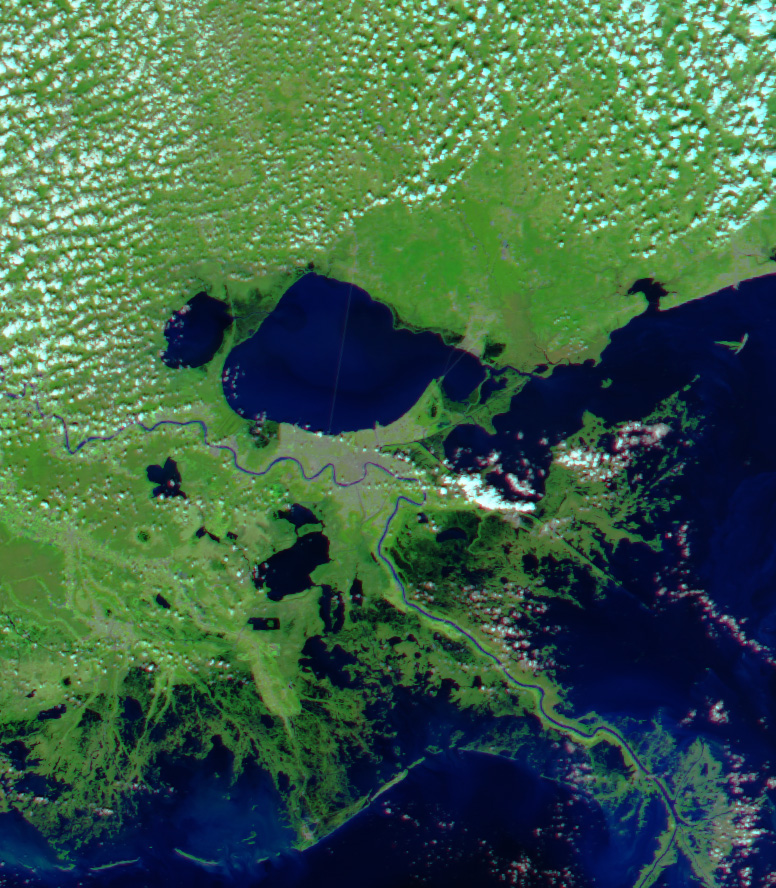
从太空拍下热带风暴马修引发洪灾的照片（被淹陆地以暗灰蓝色显示）

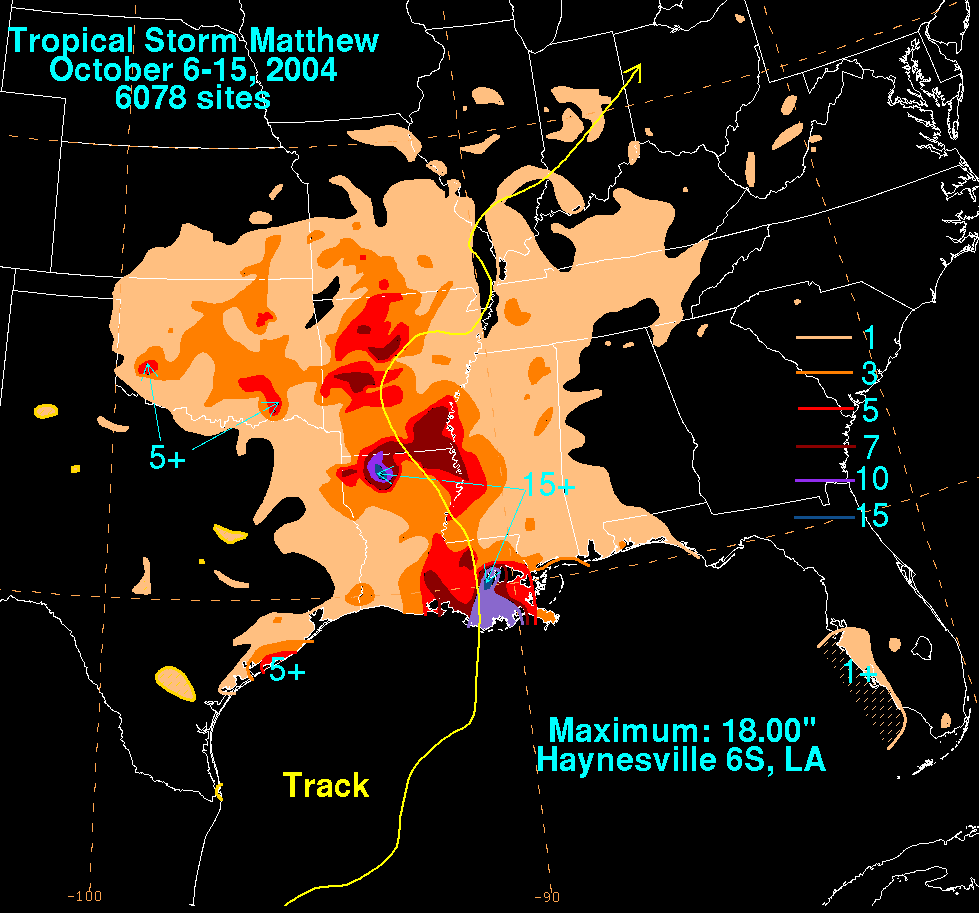
热带风暴马修的降水分布

热带风暴马修令美国墨西哥湾沿岸地区普降中到大雨，降雨量最高的是路易斯安那州部分地区，超过381毫米，但对沿途造成的破坏程度很轻。

### 路易斯安那州
风暴登陆期间在路易斯安那州弗里奈尔（Frenier）产生高达1.8米的风暴潮。风暴潮同大浪共同影响，在格兰德艾尔引起严重海滩侵蚀。气旋沿途降下暴雨，该州东南部施洗者圣约翰堂区的里赛弗（Reserve）降雨总量达410毫米。路易斯安那州西北部分地区也有可观降水，位于该州同阿肯色州边境附近的海恩斯维尔降下多达460毫米雨量，是全州降水最多的所在。此外，马修还催生出一场龙卷风，导致金草地一辆拖车的车顶受损。暴雨还致使多条河流的波峰高于正常水平，其中基利安河（Killian River）的浪头有1.7米高。
受马修产生的降雨和风暴潮影响，泰勒博恩堂区有20户民宅被淹。拉福什堂区也有多户民居被淹，其中两户的水深超过0.6米。金草地也有多户民房被淹。路易斯安那州各地有多条道路因洪灾被迫临时封闭，其中包括11号美国国道和10号州际公路的部分路段。气旋引发的洪灾还令拉普拉斯的送水管道破裂，导致近3万居民和许多企业停水。有关部门预计问题很快就会解决，但还是建议居民饮用前先把水烧开。受马修影响，路易斯安那州有约2500人暂时失去供电。风暴还致使多所学校关闭，这些学校1个月前就曾因飓风伊万来袭关闭，校方对此重新制订教学计划，但马修的到来迫使他们再度调整计划。路易斯安那州没有因马修来袭导致人员丧生，遭受的经济损失总额约为25万5000美元（2004年美元）。

### 其它地区
风暴登陆期间，其外围雨带在佛罗里达州产生暴雨，向南远至那不勒斯都出现降水。彭萨科拉测得时速48公里的阵风，降雨量总量为75到100毫米。阿拉巴马州的多芬岛测得时速75公里的阵风，该州暴降小雨，并以莫比尔县的格兰德湾（Grand Bay）雨量最高，有70毫米。马修还令该州的潮汐比正常水位高0.3至0.9米，导致不同程度的海滩侵蚀。当地数周前刚刚经受飓风伊万的摧残，马修强度虽弱，但引起的海滩侵蚀程度还是比预期更为严重。
密西西比州以汉考克县城市韦夫兰（Waveland）所测阵风时速最高，有72公里，持续风速也达到每小时63公里。该州沿海地区的风暴潮大多在0.6到1.2米之间，但韦夫兰一度测得高于正常水平1.56米的潮汐，同样是全州最高。全州各地降雨量大致在50到100毫米之间，经济损失总额约为5万美元（2004年美元）。
马修行经路途的西侧也有中等程度降水。德克萨斯州和俄克拉荷马州部分地区降雨量超过127毫米，阿肯色州南部甚至超过255毫米。这些降水令各地旷日持续的旱情得以缓解，虽然农作物收割因此推迟，但对牧场颇有助益。